# На Дерибасівській гарна погода, або На Брайтон-Біч знову йдуть дощі
«На Дериба́сівській га́рна пого́да, або На Бра́йтон-Біч зно́ву йдуть дощі́» (рос. «На Дерибасовской хорошая погода, или На Брайтон-Бич опять идут дожди») — російська радянська кінокомедія. Останній фільм режисера Леоніда Гайдая.

## Сюжет
Дія відбувається в останні роки існування СРСР. Після завершення Холодної війни президенти двох великих держав — СРСР і США мають зустрітися для проведення важливих переговорів. Однак зустріч потрапила під загрозу зриву через розгул російської мафії, яка облаштувалася в США. Мафіозі Рабиновичу вдається втрутитися в розмову президентів по надсекретній телефонній лінії. Так починається комедія, в якій агенти КГБ і ЦРУ Федір Соколов і Мері Стар викривають ватажка російської мафії на прізвисько «Артист», який прикидається то Леніним, то Сталіним, то Брежнєвим, то Хрущовим, то звичайним емігрантом «дядьком Мишею».

## В головних ролях
- Дмитро Харатьян — суперагент КГБ Федір Соколов/шейх
- Келлі Мак-Гріл — агентка ЦРУ Мері Стар, вона ж співачка Маша Звьоздная/Фатіма (озвучення — Наталія Варлей)
- Андрій М'ягков — ватажок російської мафії на прізвисько «Артист»
- Михайло Кокшенов — мафіозі «товариш Кравчук»

## У ролях
- Юрій Волинцев — Стьопа, генерал КГБ
- Еммануїл Віторган — Джек, генерал ЦРУ
- Армен Джигарханян — мафіозі Кац
- Мамука Кікалейшвілі — мафіозі Лаврентій Цуладзе, власник казино
- Леонід Куравльов — Президент СРСР Михайло Горбачов
- Володимир Сєдов — Президент США Джордж Буш-старший (озвучення — Артем Карапетян)
- Євген Весник — радист Моня
- Наталія Крачковська — дружина Моні
- Олександр Лойе — Сьома, внук Моні
- Микола Парфьонов — полковник Петренко
- Спартак Мішулін — слуга шейха
- Станіслав Стрєлков — капітан Камікадзев
- Олександр Рижков — охоронець Джека
- Микола Бандурін — полковник КГБ Динін
- Михайло Вашуков — полковник КГБ Корабльов
- Юрій Воробйов — полковник КГБ Семенов
- Сергій Рубеко — агент ЦРУ
- Володимир Ферапонтов — мафіозі Кодріану
- Руслан Ахметов — мафіозі Назрулаєв
- Ментай Утепбергенов — казахський мафіозі
- Олена Бушуєва — Софочка, іменинниця в ресторані
- В'ячеслав Разбегаєв — зубастий маніяк (озвучення — Дмитро Матвеєв)
- Муза Крєпкогорська — парафіянка
- Віра Івлєва — продавчиня
- Павло Винник — Самсон Семенович
- Аркадій Інін — мафіозі в казино
- Володимир Єпископосян — підручний Цуладзе, лисий бородань
- Володимир Майсурадзе — підручний Цуладзе, лисий бородань
- Павло Комаров — лейтенант КГБ Циганьонок, «наперсточник» на Арбаті
- Георгій Дронов — газетяр
- Сергій Галкін — лисий підручний Кравчука
- Алексій Гольцов — мафіозі Іванов, водій трейлера
- Василь Одиноков — носатий підручний Кравчука
- Юрій Писаренко — круп'є, підручний Цуладзе
- Ірина Домнінска — товста дама в ресторані
- Павло Сміян — співак на Арбаті
- Леонід Гайдай — п'яний ігроман
- Еміль Горовець — конферансьє
- Ніна Гребешкова — одна із перехожих у Нью-Йорку, які показують дорогу Федору Соколову

## Знімальна група
- Автори сценарію: Леонід Гайдай, Аркадій Інін, Юрій Волович
- Режисер: Леонід Гайдай
- Композитор: Олександр Зацепін
- Автор текстів пісень: Леонід Дербеньов
- Оператор: Вадим Алісов
- Художники: Фелікс Ясюкевич, Микола Маркін

## Факти
- В фільмі на Арбаті Павло Смеян співає пісню «Выть, пить, жить» (рос.) із альбому «Апостол # 1»[1].
- Під час сцени з полковником Петренко лунає мелодія пісні «Мгновения» (рос.) із телефільму «Сімнадцять миттєвостей весни». Також ця пісня виконується у ресторані «Ланжерон» на честь приїзду Соколова. Також її наспівує Федір перебуваючи у полоні у мафіозі.